# 헤수스 페르난데스 산토스
헤수스 페르난데스 산토스(Jesús Fernández Santos, 1926년 11월 9일 마드리드 ~ 1988년 6월 2일)는 스페인의 작가, 컬럼니스트, 영화 평론가, 다큐멘터리 감독이다.
1926년 마드리드에서 태어난 페르난데스 산토스는 그가 열 살 때 스페인 내전이 벌어지자 마드리드 근교 세고비아로 잠시 이주해 살았다. 몇 년 후에 다시 마드리드로 가족이 이사했지만, 그의 아버지의 죽음으로 불운한 청소년기를 맞는다. 마드리드 국립대 인문학부에 입학하지만 학업을 마치지 못한 페르난데스 산토스는 많은 지면을 통해 자신은 동료들과 대화에서 더 많은 것을 배웠다고 고백한다. 이렇듯 그의 문학적 동지들인 알데코아, 산체스 페를로시오, 프라일레, 사스트레, 마르틴 가이테 등은 페르난데스 산토스의 작품에 영향을 미친다. 물론 그의 작품도 그의 동료들에게 영향을 주었다. 또한 청소년기에 그의 유일한 안식처가 되었던 영화에 대한 관심으로 ‘영화 연구소’에 등록을 하고 본격적으로 영화를 공부하며 영화 기법을 자신의 작품에 적용하기도 한다.
그의 첫 작품인 ≪용감한 사람들≫은 ＜아테네오＞라는 잡지에 연재가 되었지만 그다지 주목을 받지 못했다. 하지만 1954년에 카스탈리아 출판사에서 출간하면서, 스페인의 중요 문학상인 나달상의 최종 후보에 오른다. 이후 그의 단편소설집인 ≪까까머리≫와 소설 ≪성자들의 남자≫가 각각 스페인 비평상을 받았고, ≪사건 보고서≫로 나달상의 주인이 되었으며, ≪이름 없는 여인≫으로 스페인한림원장상 그리고 ≪위기의 여인≫으로 플라네타상을 수상한다.
페르난데스 산토스의 초기 작품인 ≪용감한 사람들≫, ≪화롯가에서≫ 그리고 ≪미로≫ 등에서는 사회적 문제점을 고발하는 신사실주의 경향의 작품들을 소개했고, 이후로는 ≪성자들의 남자≫와 ≪사건 보고서≫에서 보듯이 실존주의 영향을 받은 작품들이 탄생한다. ≪이름 없는 여인≫과 ≪외벽≫은 역사소설로서, 작가는 단순히 배경을 과거로 옮기는 것이 아니라 고증적 검토를 거쳐 그 시대의 언어를 되살려 독자에게 소개했다. 또한 4편의 단편집은 페르난데스 산토스의 소설과 소설을 이어 주는 가교 역할을 한다. 왜냐하면 단편집에서 다루어진 주제나 소설 기법들은 그의 다음 소설에서 나타나는 경향이 있기 때문이다.
영화 또한 페르난데스 산토스를 이해하는 데 도움이 된다. 당시 카페 ‘히혼’은 많은 영화인들이 자신들의 영화에 대해 토론하는 장소였는데, 페르난데스 산토스도 이곳을 자주 방문했다. 그는 사업적 영화보다는 다큐멘터리에 관심을 보였는데, 이 또한 나중에 그의 문학작품에 지대한 영향을 미친다. 이탈리아 신사실주의 영화감독들이 그러했듯이 스페인의 현실을 이해하려는 목적으로 그는 스페인 이곳저곳을 걸어서 탐방하게 된다. ＜그레코＞라는 작품으로 발렌시아 비엔날레에서 상을 받고, 화가 고야의 생애를 다룬 다큐멘터리 ＜스페인 1800＞은 영화비평상을 수상한다. 작가, 다큐멘터리 감독이면서 그는 영화 평론가이기도 했다. 이 점에서 페르난데스 산토스 연구자 중의 한 명인 콘차 알보르그(Concha Alborg)의 의견에 귀를 기울일 필요가 있다. 그녀는 페르난데스 산토스가 여러 문학상을 탔는데도 그의 작품들이 대중적인 인기를 못 얻는 것과 관련해 “아마도 많은 독자는 영화 평론가로만 기억을 하고, 작가로는 기억을 못하고 있는 것 같다”고 지적했다.
30년에 이르는 작품 활동은 1987년 ≪사랑과 고독의 발라드≫를 발표하며 막을 내리지만, 1982년 겪은 뇌출혈 이후로는 문학성이 많이 떨어졌다는 평가를 벗어나지 못했다. 페르난데스 산토스는 1988년 지병으로 생애를 마감한다.